# Процъфтяваща Армения
Процъфтяваща Армения (на арменски: Բարգավաճ Հայաստան Կուսակցություն) е дясноцентристка либералноконсервативна политическа партия в Армения.
Тя е основана през 2005 година от бизнесмена Гагик Царукян. За пръв път участва на парламентарни избори през 2007 година, след което се включва в правителствената коалиция, доминирана от Арменската републиканска партия. На изборите през 2012 година получава почти 30,7% от гласовете и 36 места в парламента. През 2018 година отново е втора с 8,3% от гласовете и 26 мандата.